# 萩野・仁田山鹿子踊
萩野・仁田山鹿子踊（はぎのにたやまししおどり）は、山形県新庄市萩野、仁田山（旧萩野村）地域に伝わる踊り。踊りの中心となる7頭の鹿子（しし）はカモシカを指し、獅子踊りとも表記される。1966年に山形県の無形民俗文化財に指定されている。
毎年8月26日、新庄まつりにあわせて新庄城址の戸沢神社と護国神社にて踊りが奉納されている。

## 伝承・歴史
起源は諸説あるが、天平時代に大野東人が蝦夷討伐を行ったおり、尖兵らが野営のつれづれを慰めるために仁田山の地蔵堂の前で踊り始めたとも、村の古老が小倉山で獅子が躍るのを見て真似たとも言い伝えられている。いずれにしても古い時代から地域一帯で踊り伝えられてきたもので、最上義光が領内の鹿子踊の踊り手を集めて踊らせた記録もある。最上氏が転封後は戸沢氏の庇護を受け、五穀豊穣領内安全を祈願して踊りとして地域ごとに競いあっていたが、廃藩置県により衰退。明治時代以降は萩野と仁田山のみが踊りを復活させて伝え続けてきた。